# Histoire du Connecticut
Le territoire qui forme aujourd'hui l'État du Connecticut fut colonisé par les Hollandais au début du XVIIe siècle puis par les Anglais sur trois points entre les années 1630 et 1640.

## Premières Nations
Le nom Connecticut est dérivé du mot mohegan-pequot qui a été traduit par « longue rivière à marée » et « sur la longue rivière », faisant référence au fleuve Connecticut. Les preuves de la présence humaine dans la région du Connecticut remontent à 10 000 ans. Des outils en pierre étaient utilisés pour la chasse, la pêche et le travail du bois. Semi-nomades dans leur mode de vie, ces peuples se déplaçaient de manière saisonnière pour profiter des diverses ressources de la région. Ils partageaient des langues basées sur l’algonquin. La région du Connecticut était habitée par plusieurs tribus amérindiennes qui peuvent être regroupées en Nipmucs, les Sequins ou « Indiens de la rivière » (qui comprenaient les Tunxis, les Schaghticoke, les Podunk, les Wangunk, Hammonassett et Quinnipiac), les Mattabesec ou « Confédération Wappinger » et les Pequot-Mohegan. Certains de ces groupes continuent de vivre dans le Connecticut, notamment les Mohegans, les Pequots et les Paugusetts.

## La période hollandaise

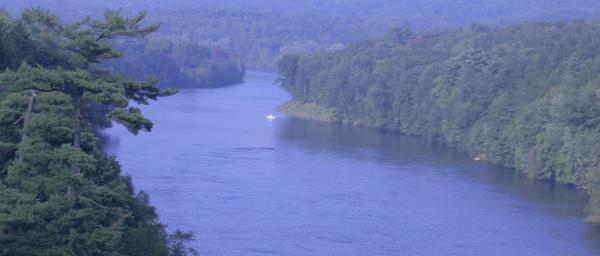
Le fleuve Connecticut, vu du Massachusetts.

La région a d'abord été explorée par le marin hollandais Adriaen Block en 1614. Il explore la côte du détroit de Long Island et remonta le fleuve Connecticut au moins jusqu’au confluent de la rivière Park, site de l’actuelle Hartford. Elle tombe dans l'escarcelle de la Compagnie néerlandaise des Indes orientales, basée à Amsterdam, qui s'intéresse au Connecticut, le plus long fleuve du nord-est de l'Amérique. Dès 1624, les commerçants hollandais font la traite des fourrures avec plusieurs tribus d'Amérindiens de la région, mais celle des Pequots les combat dans quelques guerres mineures. Les Néerlandais s'établissent aux abords du « fleuve Frais » (« Versche Rivier » en néerlandais de l'époque), le fleuve Connecticut. À l'époque, le fleuve était officieusement considéré comme la frontière entre la Nouvelle-Néerlande et la Nouvelle-Angleterre, plus au nord, vers la baie du Massachusetts.
Les Hollandais fondent la même année, beaucoup plus au sud du fleuve Connecticut, deux établissements sur le fleuve Hudson, autre grand cours d'eau du nord-est de l'Amérique : Fort Nassau et Fort Orange, près de l'actuelle ville d'Albany.
Pour faire face à l'agressivité des Agniers à l'ouest de Fort Orange, ils décident ensuite de regrouper ces deux derniers sites avec celui du Connecticut, en se recentrant autour d'un troisième site du fleuve Hudson, la Nouvelle-Amsterdam, fondée en 1626 par Pierre Minuit sur le site actuel de Battery Park à Manhattan, leur nouvelle priorité. La poignée de colons engagés par la compagnie pour assurer la possession n'y reste ainsi qu'une année, avant de descendre vers l'île de Manhattan pour consolider l'entreprise de colonisation.

## L'arrivée des Anglais

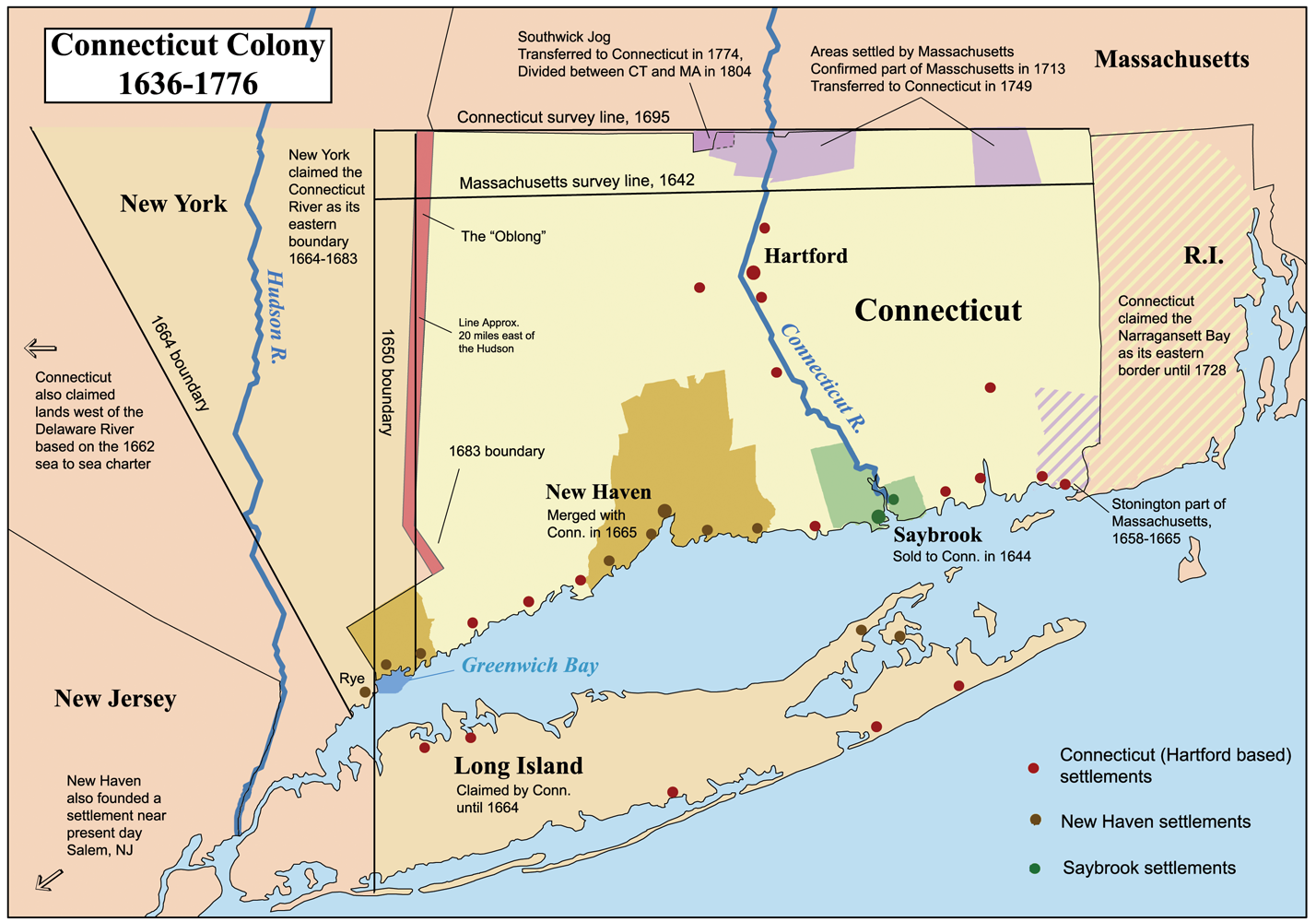
New Haven et Saybrook, premières colonies du Connecticut.

Les Anglais ont fondé d'abord la colonie de Plymouth en 1622, qui deviendra la colonie de la baie du Massachusetts. En 1630, le comte de Warwick reçoit du conseil de la colonie de Plymouth une concession de 120 miles, le long du littoral à l'ouest de la baie de Narragansett. Il l'offre à lord Saye et Sele et à lord Brooke qui font construire en 1635 un fort à l'embouchure du fleuve Connecticut, base de la colonie de Saybrook (du nom des deux propriétaires). La première ville, Windsor, a été fondée par des commerçants de New Plymouth. L’établissement et le poste de traite anglais de Windsor menaçaient particulièrement le commerce néerlandais, car il se trouvait en amont et était plus accessible aux Autochtones de l’intérieur. Celles de Wethersfield et Hartford ont très vite suivi en 1634 et 1636. Le fort de la colonie anglaise de Saybrook vise à fermer le fleuve aux Hollandais venus de Manhattan (New York), établis dans la fertile vallée du Connecticut, sur le site d'Hartford.

## L'établissement de Thomas Hooker

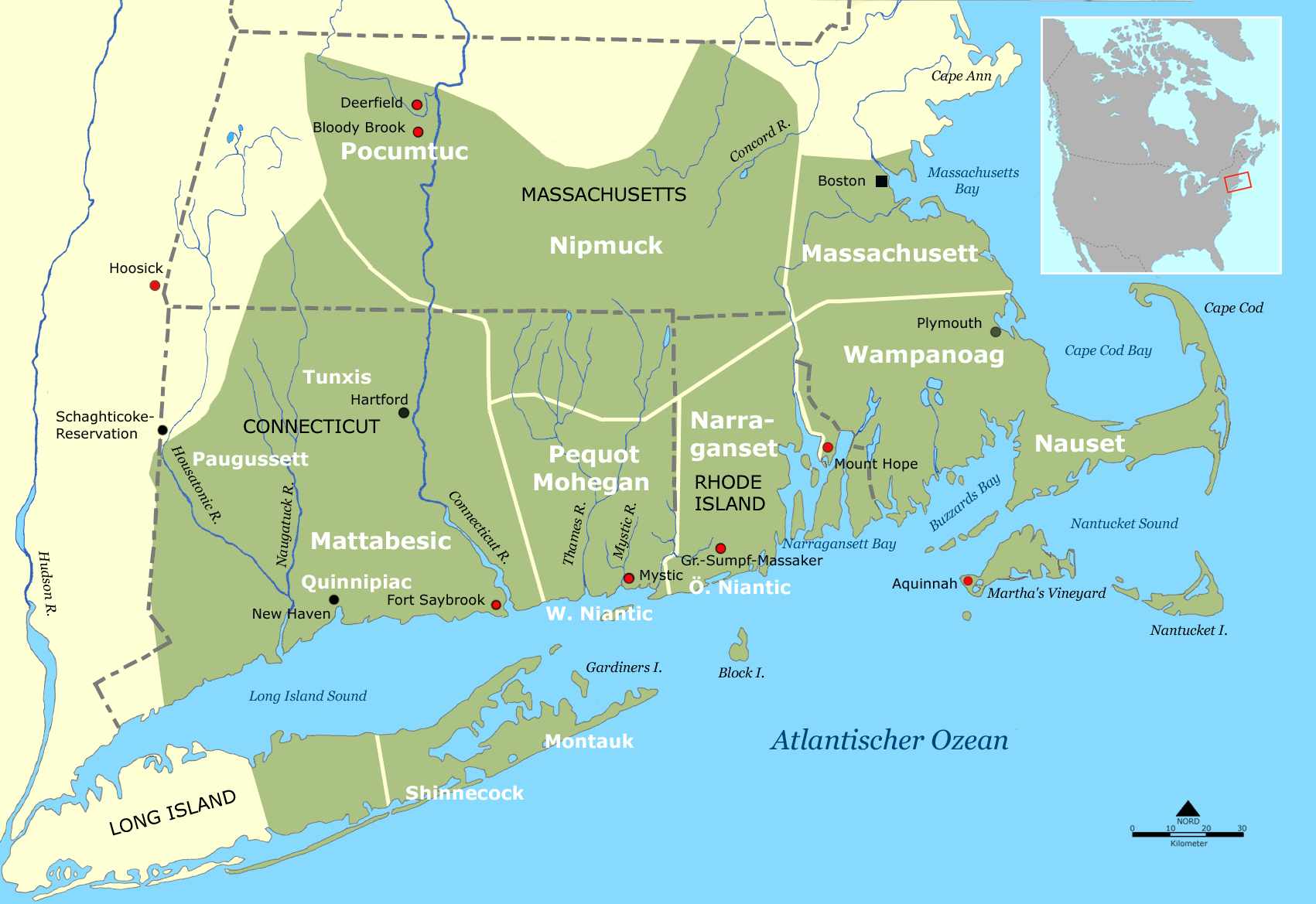
Au moins quatre tribus amérindiennes vivaient dans l'actuel Connecticut.

De nombreuses tribus amérindiennes peuplaient cette région qu'ils appelaient « Quinnehtukqut » (« à côté de la longue rivière ») et qui, phonétiquement, dévia vers « Connecticut ». Au cours de l'hiver 1633-34, une épidémie de variole sévit dans la colonie et s'étend rapidement aux indigènes. Les Amérindiens, au nombre de 8 000 à ce moment-là dans l'ensemble de la vallée, ne sont plus que 2 000 à l'issue de cet hiver meurtrier.
En 1636, un pasteur puritain de Newtown (aujourd'hui Cambridge), village voisin de Boston, le révérend Thomas Hooker, entraîne avec lui une centaine de personnes pour s'établir non loin de Hartford et de Windsor. Écrivain, Thomas Hooker est un brillant professeur de théologie, rédacteur d'importantes contributions à la doctrine sur le droit constitutionnel. Tout comme Roger Williams, qui a créé une nouvelle colonie au Rhode Island, il est en désaccord avec les dirigeants de la colonie de la baie du Massachusetts, dont il juge la politique religieuse trop libérale, et décide de reconstruire une nouvelle colonie plus conforme à ses idéaux. Les différents établissements anglais s'unissent cependant sous la bannière de la colonie de Connecticut, toujours placée sous la protection de celle du Massachusetts.

## Les guerres des Pequots et du Roi Philippe

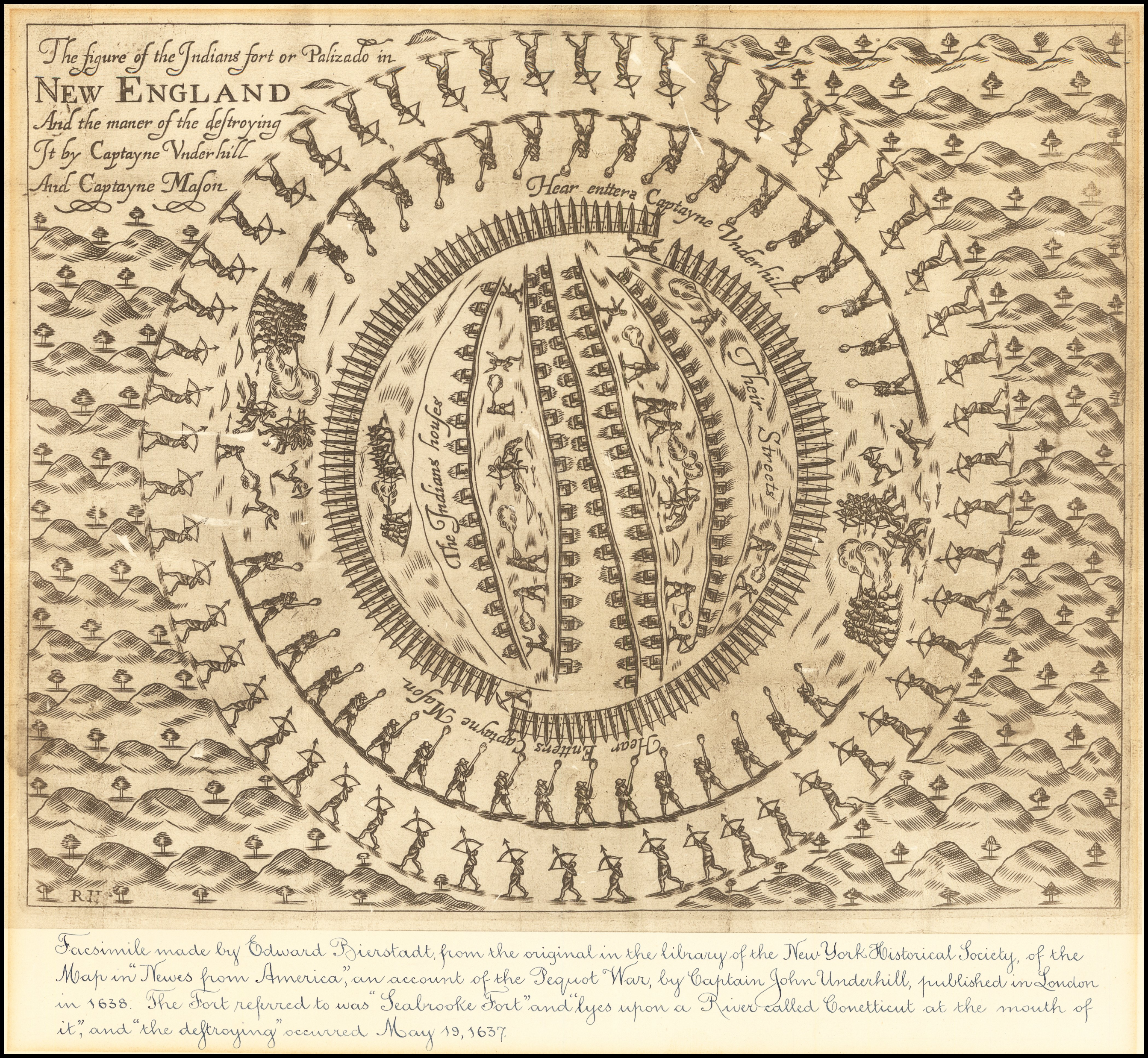
Gravure représentant l'attaque du village de Missituck.

Deux guerres indiennes majeures éclatent en 1637 et 1675.
Après des combats avec les Hollandais, les Britanniques l'emportent à la fin des années 1630 et triomphent également d'une sanglante guerre contre les Amérindiens, connue comme la guerre des Pequots, démarrée en 1637 par une attaque de ces derniers. Les pourparlers avec les Amérindiens ayant échoué, les colons du Connecticut placent 90 hommes sous les ordres du capitaine John Mason. Plus tard, un pasteur de l'église de Hartford exhorte ces soldats à une tuerie. Rejoints par un grand nombre d'Amérindiens ennemis des Pequots, parmi lesquels les Mohegans du chef Uncas et les Narragansetts du chef Miantonomoh, ils progressent en direction du village fortifié de Missituck (Mystic) qui abrite des guerriers pequots et leur famille. Rejoints par les hommes du capitaine John Underhill, du Massachusetts, les colons et leurs alliés cernent le village le 26 mai. En moins d'une heure le village est brûlé, les survivants presque tous tués, femmes et enfants inclus. Des historiens comme Alfred Cave pensent aujourd'hui qu'il y a eu 600 ou 700 victimes, en plus d'une centaine parmi les guerriers pequots venus des environs de Missituck, pour tenter de venger ses habitants. Dans le traité de Hartford en 1638, les différentes colonies de la Nouvelle-Angleterre et leurs alliés autochtones se sont partagé les terres des Pequots, ainsi que les Pequots survivants, faits prisonniers par les différentes tribus.
Au sud, d'autres colons plus puritains ont fondé la colonie de New Haven en 1637. Les deux colonies se sont séparées de la colonie de la baie du Massachusetts, principalement parce que les puritains de Massachusetts ont regardé ces nouvelles colonies comme soupape de sûreté pour les personnes non-conformistes. La colonie de Saybrook est fusionnée dans la colonie du Connecticut en 1644 et la colonie de New Haven suit le même chemin en 1662. La même année, le gouverneur Winthrop obtient de Charles II la charte royale.

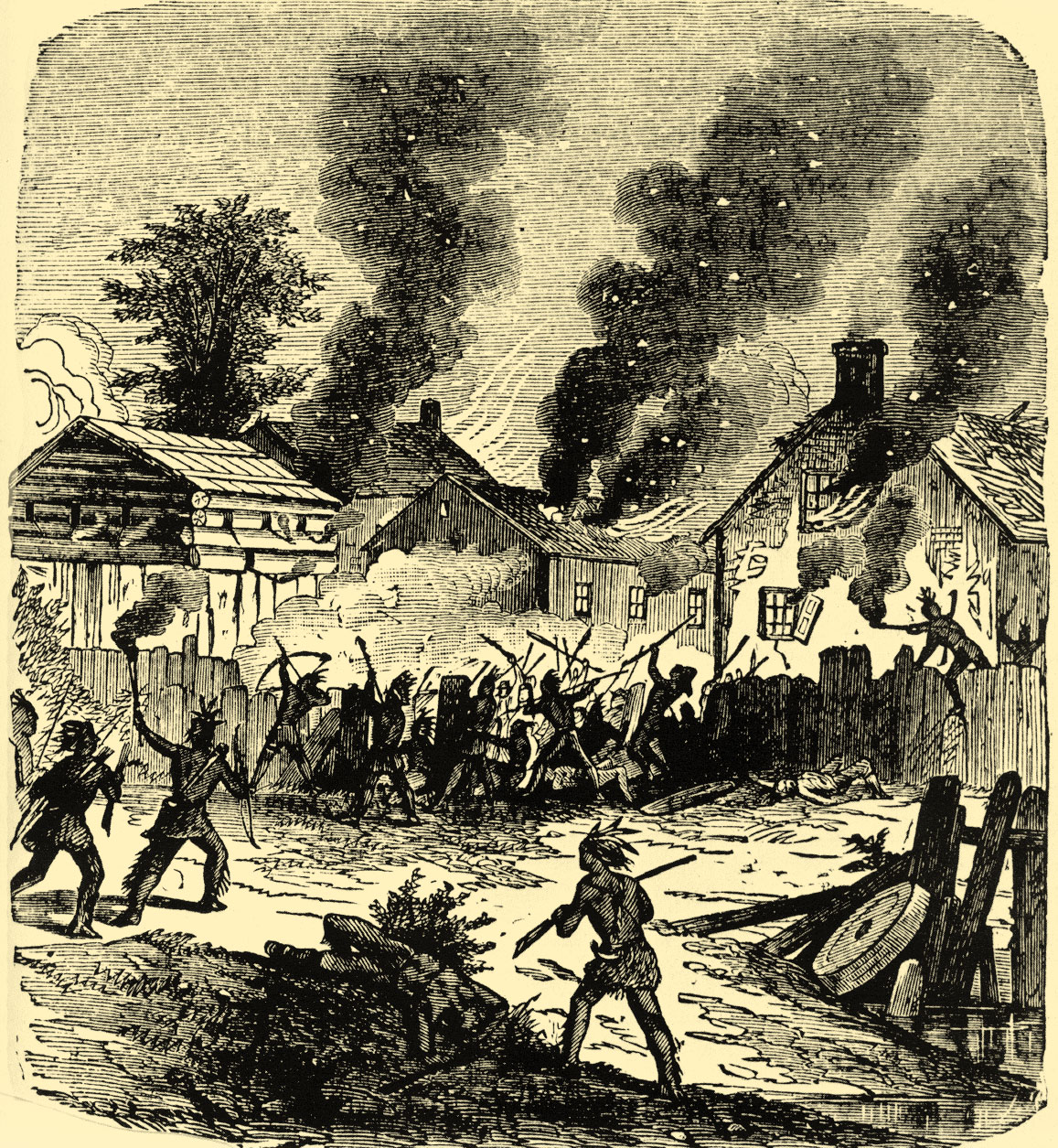
2 août 1675 : Attaque de Brookfield par les Amérindiens.

Le Connecticut, tout comme le Massachusetts, Rhode Island et le Maine sont entre 1675 et 1676 confrontés à la guerre du Roi Philip, opposant les Amérindiens Wampanoags et Narragansetts aux colons anglais et aux Iroquois. Près d'un dixième des Amérindiens et des Anglais furent tués ou blessés. Grâce à leurs alliés iroquois, ils réussirent à tuer Metacomet, le chef de la tribu wampanoag. Des Français, tel le baron Jean-Vincent d'Abbadie de Saint-Castin, vendirent des armes aux Wampanoags de Metacomet, trouvant par cette occasion un moyen d'ébranler les Anglais de Nouvelle-Angleterre en soutenant indirectement mais militairement les Wampanoags. Pour le baron de Saint-Castin par exemple, c'était une occasion inespérée de prendre les colons anglais entre deux fronts, Saint-Castin menant sa propre guerre contre les colons du Maine à la tête de guerriers abénaquis.
La colonie fit brièvement partie du Dominion de Nouvelle-Angleterre (1686-1689).

## Les combats de la guerre d'indépendance
Au moment de la révolte des colonies, en 1775, le Connecticut fournit de nombreux soldats et généraux à la lutte contre la présence coloniale britannique critiquée pour ses restrictions au commerce. Pendant la guerre d'indépendance américaine, les Britanniques incendièrent beaucoup de villes, y compris Fairfield et Danbury. Malgré ces exactions, la colonie envoya des délégués très écoutés au Congrès continental, puis à la Convention de Philadelphie, pour l'organisation du gouvernement fédéral. Elle est représentée par Samuel Huntington, Roger Sherman, William Williams, et Oliver Wolcott. Au cours de l'hiver 1778–79, le général George Washington décide de séparer son armée continentale en trois divisions, pour encercler New York. L'une des trois, menées par le major-général Israel Putnam et composée de 3 000 hommes, hiverne dans des conditions très difficiles au camp de Redding, contribuant au succès de l'opération contre Long Island et à ce que les historiens appellent le « Connecticut's Valley Forge », en référence à une scénario similaire qui s'est produit au même moment en Pennsylvanie, contribuant aussi à la victoire contre l'Angleterre.

## Le Connecticut devient en 1788 le5eÉtataméricain

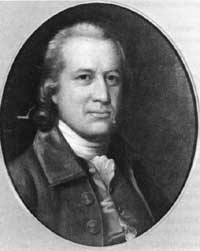
Oliver Wolcott.

En pleine guerre d'indépendance, la ville de Westminter dans le Vermont accueille une première convention, en 1777, qui fait office de gouvernement provisoire et proclame l’indépendance du « New Connecticut », puis une seconde en juillet, qui fonde le nouvel État du « Vermont », pays de montagnes couvertes d'arbres aux feuilles persistantes. Le 9 janvier 1788, le Connecticut ratifie la Constitution américaine et devient le cinquième État de l'Union.
Jusqu'en 1796, le nouvel État est gouverné par Oliver Wolcott, médecin, le plus jeune des quatorze enfants du gouverneur Roger Wolcott à l'époque anglaise. Oliver Wolcott avait levé une milice pendant la guerre de Sept Ans avant d'être nommé de 1751 à 1771 shérif du comté de Litchfield puis général dans la milice du Connecticut pendant la guerre d'indépendance. Il a aussi été très longtemps le responsable aux affaires indiennes de la nouvelle nation américaine.

## Une croissance démographique forte, mais moins rapide que dans les autres
Lors des décennies précédant la guerre d'indépendance des États-Unis, l'équilibre entre les colonies évolue. Le Connecticut n'est plus que la sixième des colonies américaines par la population en 1780, et se retrouve derrière la Virginie, la Pennsylvanie, la Caroline du Nord, et son voisin du nord, le Massachusetts, bien que sa population ait fortement progressé. Les colonies situées plus au sud ont connu dans la première moitié du XVIIIe siècle, une forte immigration de familles modestes venues d'Allemagne et d'autres pays européens, établies en général plutôt dans l'arrière pays agricole. Comme d'autres colonies importantes de la Nouvelle-Angleterre, par exemple le Massachusetts et le Rhode Island, le Connecticut a vécu une croissance démographique forte mais plus lente que celles des colonies du sud et du centre. Entre 1750 et 1780, l'accroissement naturel des treize colonies en général correspond à 95 % de leur croissance démographique, qui est globalement très rapide. En moyenne, le taux de mortalité y est d'environ 25 % contre une moyenne d'environ 35 % à 40 % en Europe. Parmi les causes possibles, les historiens évoquent un meilleur chauffage, une meilleure alimentation et une plus grande immunisation contre les épidémies car l'habitat est plus dispersé. En 1790, l'Amérique blanche est encore très rurale, car les cinq premières agglomérations ne représentent que 136 000 habitants, soit seulement 5,5 % de la population. À partir de 1790 ont lieu les premiers recensements par ville et par États, au moment d'une polémique nationale sur l'opportunité d'étendre la colonisation à l'ouest. Il est alors décidé que le seuil de 60 000 habitants doit être atteint avant de créer un nouvel État.
| Année            | Population en 1750 | Population en 1780 | Position en 1780 |
| Virginie         | 180 000 habitants  | 538 000 habitants  | 1er en 1780      |
| Pennsylvanie     | 85 000 habitants   | 327 000 habitants  | 2e en 1780       |
| Caroline du Nord | 51 000 habitants   | 270 000 habitants  | 3e en 1780       |
| Massachusetts    | 188 000 habitants  | 260 000 habitants  | 4e en 1780       |
| Maryland         | 116 000 habitants  | 245 000 habitants  | 5e en 1780       |
| Connecticut      | 111 000 habitants  | 206 000 habitants  | 6e en 1780       |
| New York         | 76 000 habitants   | 210 000 habitants  | 7e en 1780       |
| Caroline du Sud  | 45 000 habitants   | 180 000 habitants  | 8e en 1780       |
| New Jersey       | 51 000 habitants   | 139 000 habitants  | 9e en 1780       |
| Rhode Island     | 33 000 habitants   | 52 000 habitants   | 10e en 1780      |
| New Hampshire    | 27 000 habitants   | 87 000 habitants   | 11e en 1780      |
| Géorgie          | 5 200 habitants    | 56 000 habitants   | 12e en 1780      |
| Maine            | 0 habitants        | 49 000 habitants   | 13e en 1780      |
| Vermont          | 0 habitants        | 47 000 habitants   | 14e en 1780      |
| Delaware         | 19 000 habitants   | 45 000 habitants   | 15e en 1780      |
| Kentucky         | 0 habitants        | 45 000 habitants   | 16e en 1780      |
| Tennessee        | 0 habitants        | 10 000 habitants   | 17e en 1780      |

## La création de la Connecticut Western Reserve

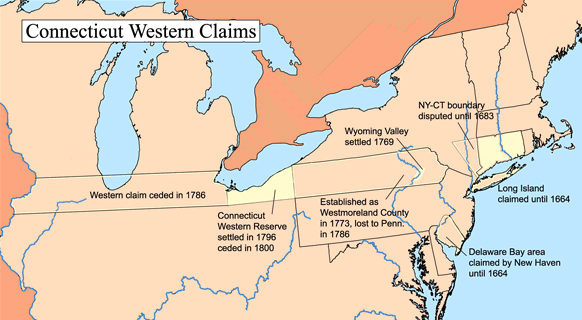
Revendications territoriales du Connecticut.

Après la guerre d'indépendance, les États ont renoncé à leurs revendications territoriales dans l'ouest en échange de l'effacement par le gouvernement fédéral de leur dette de la guerre d'indépendance en date du 13 septembre 1786.
En 1786, le Connecticut cède donc des territoires au gouvernement américain, qui deviennent une partie du Territoire du Nord-Ouest. Le Connecticut entend conserver cependant pour plus de trois millions d'acres (12 000 km2) de terrains qui feront plus tard partie de l'État de l'Ohio, appelée Connecticut Western Reserve, et où s'installent principalement des colons du Connecticut, qui donnent leurs noms de lieux d'origine à ces nouvelles implantations dans le futur Ohio.
La demande du Connecticut consistait en une bande large de 190 km entre le lac Érié et une ligne située juste au sud de Youngstown, Akron, New London et Willard, environ 5 kilomètres au sud de l'actuelle autoroute fédérale Highway 224. Au-delà de l'Ohio les territoires demandés sont des parties de ce qui allait devenir les États du Michigan, de l'Indiana, de l'Illinois, de l'Iowa, du Nebraska, du Wyoming, de l'Utah, du Nevada et de la Californie.
En 1796, le Connecticut vendit des terres à huit investisseurs provenant pour la plupart de Suffield (Connecticut), qui ont constitué la Connecticut Land Company, mais se sont heurtés au droit indien du sol. Des villes sont rapidement créées. Youngstown fut fondée en 1796, Warren en 1798, Aurora en 1799 et Ashtabula en 1803. En 1800, le Connecticut céda finalement la Western Reserve et le Territoire du Nord-Ouest l'absorba, créant le comté de Trumbull.

## L'ère du rail et de l'industrie

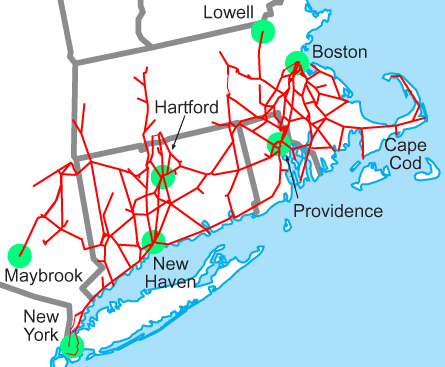
Carte du réseau de chemin de fer de la New York, New Haven and Hartford Railroad.

Après la guerre, le Connecticut s'est rapidement industrialisé et est devenu un centre de l'industrie américaine dès les premières années du XIXe siècle. Des commerçants sans scrupule, souvent accusés de vendre des produits faux ou de mauvaises qualités, deviennent les trop célèbres « Connecticut Yankees ». Comme ils étaient accusés de vendre de la piètre noix de muscade, le Connecticut fut lui-même surnommé « L'État de noix de muscade ». Autre surnom, l'État de la Constitution, car le compromis du Connecticut, l'un de ceux qui ont permis l'adoption de la constitution des États-Unis, a été trouvé par un de ses délégué, Roger Sherman.
Très industriel, doté d'une population très dense et de terrains plats, l'État a beau jeu d'encourager la construction de nombreuses lignes de chemin de fer en 1839. Dès 1840, 102 miles sont opérationnels, puis c'est 402 miles en 1850 et 601 miles en 1860. La compagnie New York, New Haven and Hartford Railroad devient l'artère dominante du réseau ferroviaire du Connecticut à partir de 1872. Dans les années 1890, le banquier J. P. Morgan finance la plupart des lignes de la Nouvelle-Angleterre et divise le territoire pour éviter trop de concurrence.
Pendant le XIXe siècle, aussi, beaucoup d'immigrés européens sont arrivés dans l'État. Des Irlandais, des Italiens, des Polonais, des Grecs, des Allemands, et des Scandinaves ont peuplé les villes industrielles. La population de l'État s'est développée très rapidement à cette période, et particulièrement après la guerre de Sécession.
Le surnom d'arsenal de la démocratie se justifie avec l'industrie d'armement : arme, fusil à canon rayé (musket), Model 1817, revolver (Colt Paterson, 1836), Winchester, Spencer. La fabrication de fraiseuses et d'autres sortes de machines-outils permet le développement de la construction navale et automobile.

## Guerre de Sécession
L'État du Connecticut joue un rôle important dans la guerre de Sécession, en fournissant des armes, de l'équipement, de l'argent, du ravitaillement et de la main-d'œuvre pour l'armée de l'Union, et aussi pour la marine. Plusieurs hommes politiques du Connecticut jouent un rôle significatif au sein du gouvernement fédéral et aide à forger sa politique pendant la guerre et la reconstruction qui suit.